# Västergötlands runinskrifter 223
Vg 223 är en medeltida ( s 1100-t) timmerstock av trä i Önums gamla kyrka, Önums socken och Vara kommun.  Timmerstock förvaras i Statens historiska museum under inv.nr 3477.

## Inskriften
Translitterering av runraden:
... ...(k) olobr k(a)r¶-- ...irkiu
Normalisering till äldre fornsvenska:
... [o]k(?) Olafʀ gær[ði]/gær[ðu] [k]irkiu.
Översättning till nusvenska:
... och(?) Olov gjorde kyrkan.